# 花博園駅
花博園駅（かはくえんえき）は、中華人民共和国安徽省滁州市南譙区敬梓路と豊楽大道交差点の南西側にある、南京地下鉄S4号線の駅である。

## 駅名
駅名については、事業着手当初は滁州市政府と南京地下鉄集団は「技術学院駅」の仮称を用いており、2022年9月2日に「花博園駅」を駅名として第一次公示され、2022年11月15日に駅名が「花博園駅」に決定したことが発表された。

## 隣の駅
南京地下鉄
■S4号線
琅琊山駅- 花博園駅 - 腰舗駅